# Plaça Major (Verdú)
La Plaça Major és una obra de Verdú (Urgell) inclosa a l'Inventari del Patrimoni Arquitectònic de Catalunya.

## Descripció

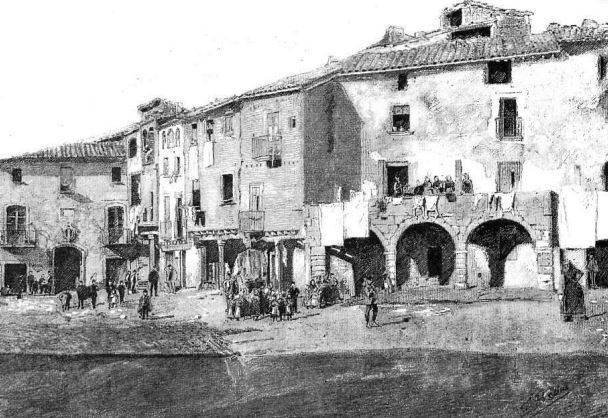
La plaça al 1888

Plaça Major de Verdú, amb planta irregular, està situada al bell mig de la vila, d'on arrenquen tot un seguit de carrers de traçat medieval. En alguns d'ells s'ha conservat la fórmula de carrer cobert. Al centre de la plaça hi ha un passeig de vianants envoltat per arbrers i una font d'aigua al·lusiva a l'escut de la població de Verdú. Al voltant d'aquest espai hi ha una àmplia zona asfaltada de pas per cotxes i finalment les cases que delimiten aquesta plaça. L'estructura de la major part d'aquestes són porticades. Aquests pòrtics però són de cronologies i tipologies diverses: n'hi ha d'embigats amb pilastres que sostenen entaulament que fan de balcons superiors a les cases, i també d'arcades de mig punt sostingudes per columnes en altres casos o bé pilastres de planta quadrada.

## Història
Els arcs de mig punt són els més antics de la plaça.